# Tatarischer Meerkohl

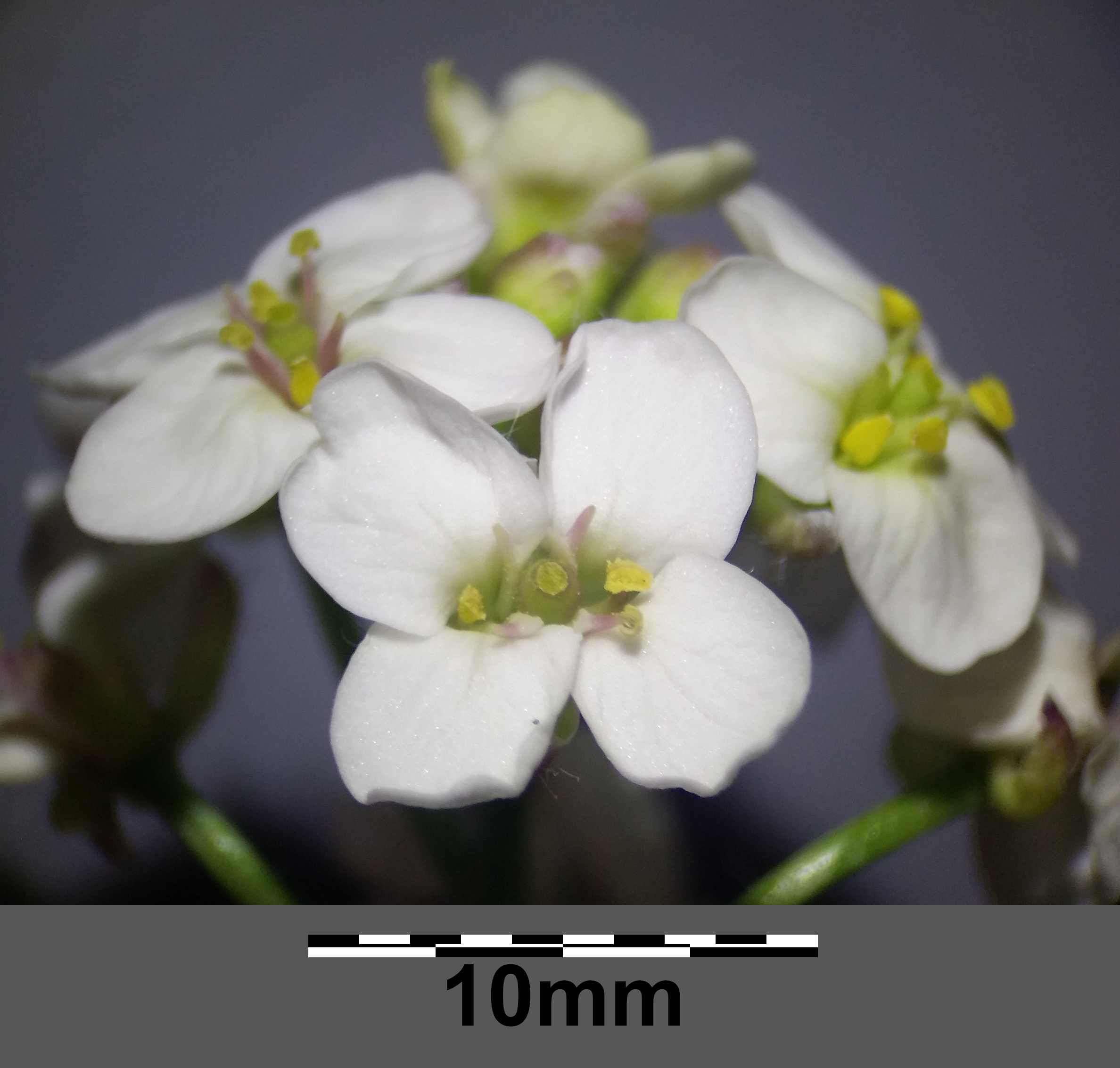
Blütenstand, mit Detailansicht der Einzelblüten

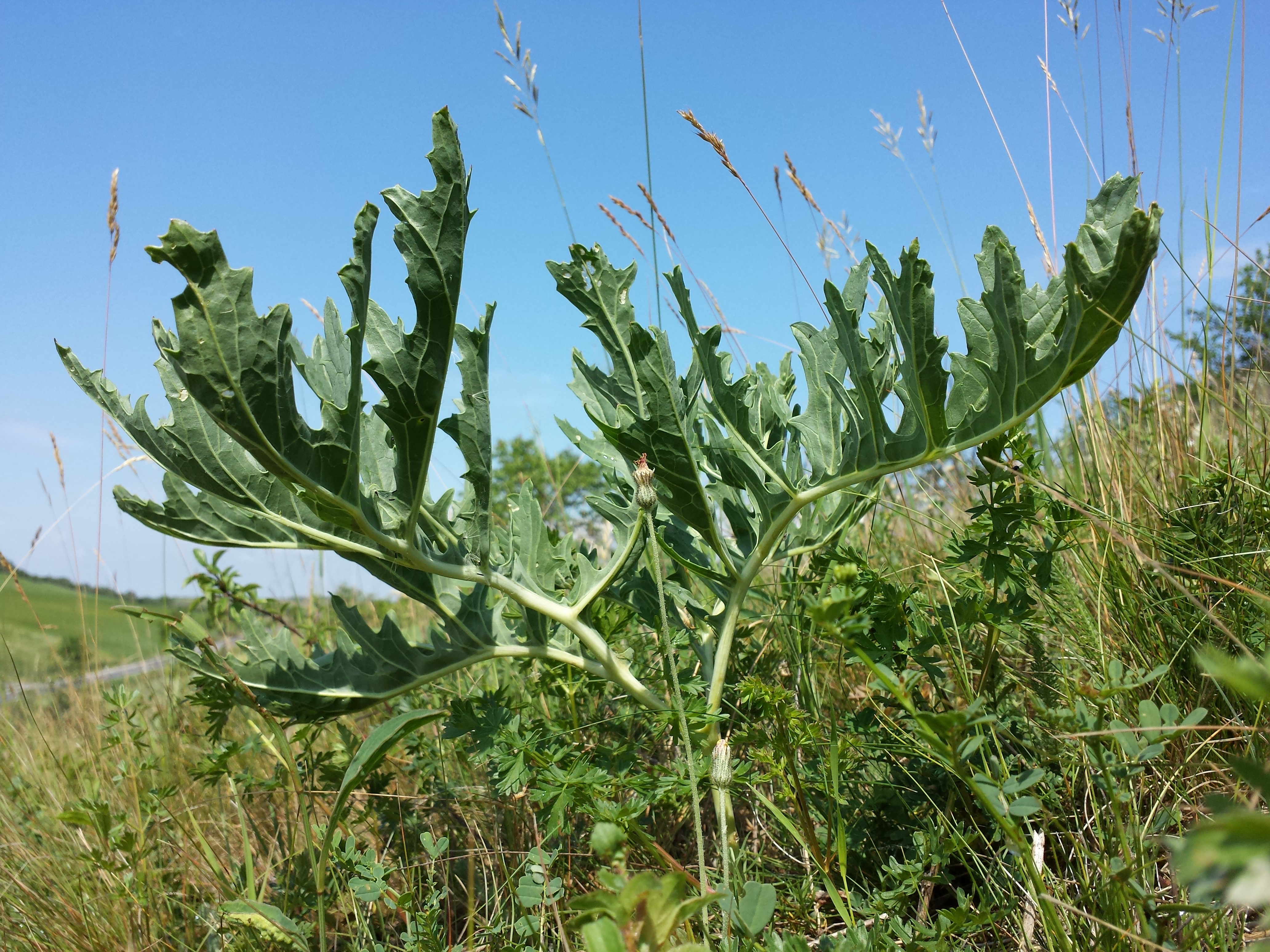
Blätter

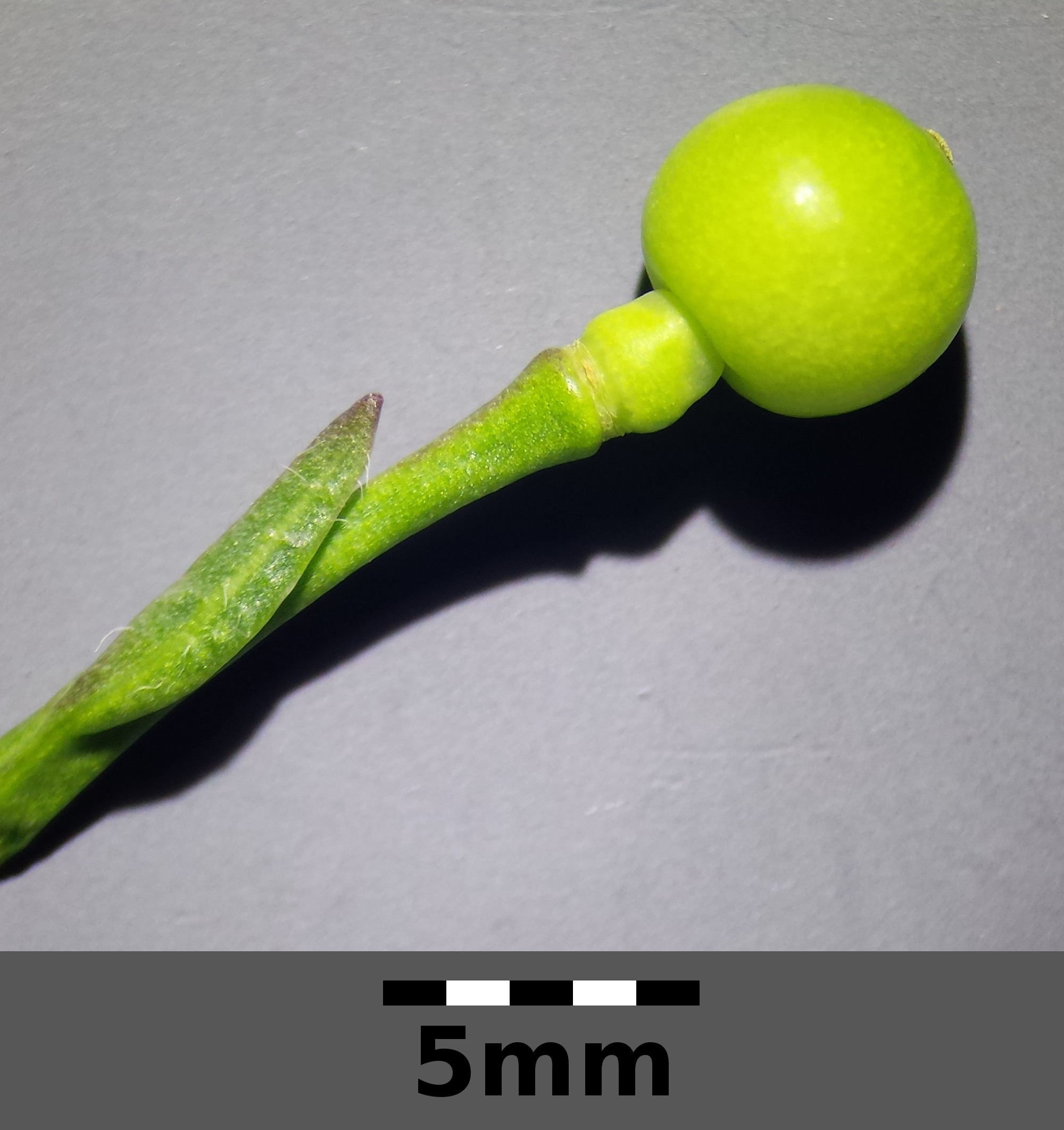
Frucht mit stielartigem unteren und kugeligem oberen Glied

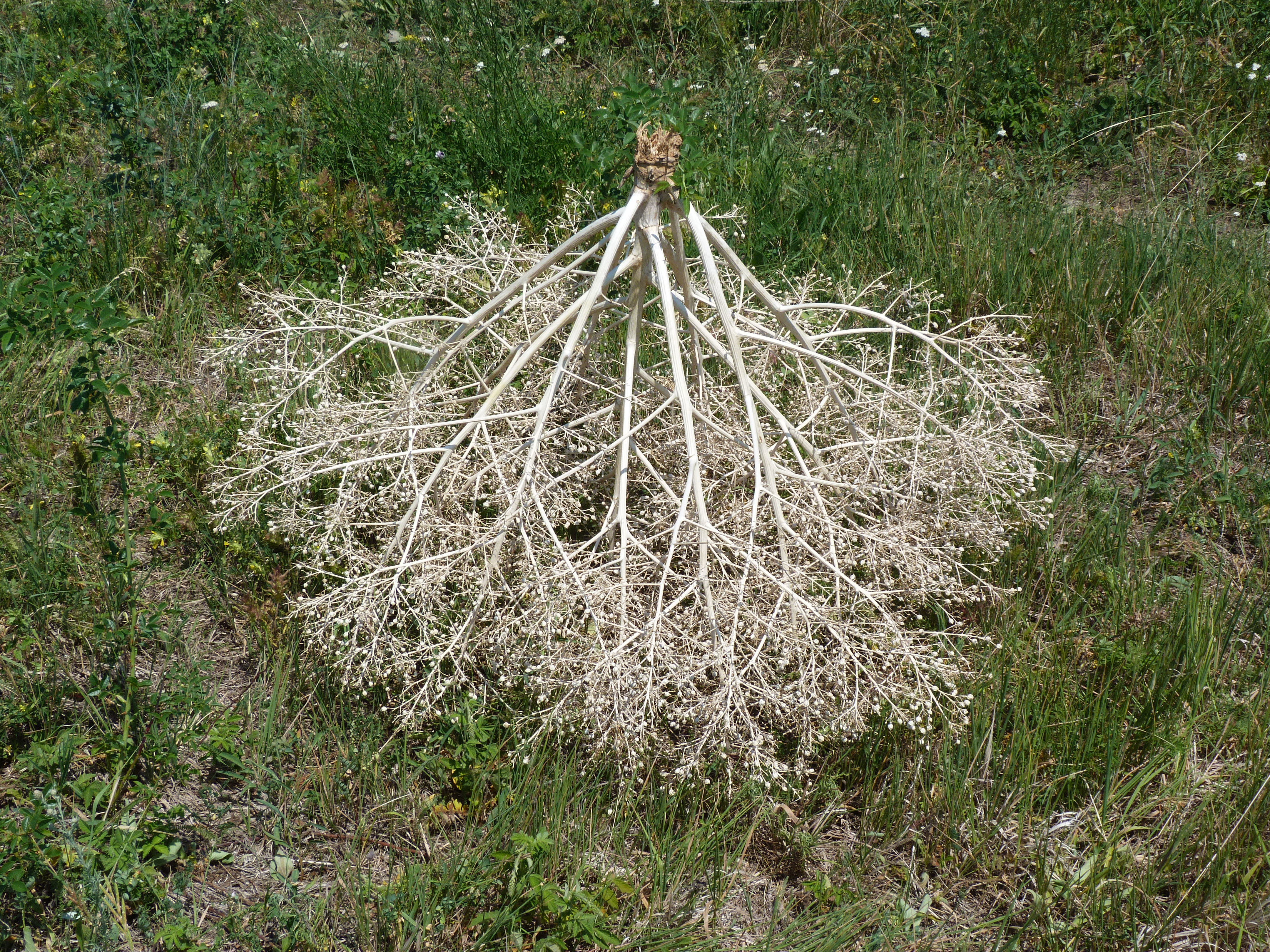
Sogenannter Steppenroller zur Samenverbreitung

Der Tatarische Meerkohl (Crambe tataria), auch Tátorján-Meerkohl oder Tatarenkohl genannt, ist eine Pflanzenart aus der Gattung Meerkohl (Crambe) innerhalb der Familie der Kreuzblütengewächse (Brassicaceae). Sie ist ein Florenelement in der südsibirisch-pontisch-pannonischen Florenregion.

## Beschreibung

### Vegetative Merkmale
Der Tatarische Meerkohl wächst als ausdauernde krautige Pflanze, die Wuchshöhen von 60 bis 120 Zentimetern erreicht. Die Wurzel ist bis zu 120 Zentimeter lang und bis zu 5 Zentimeter dick.
Die sehr großen, dicklichen Grundblätter sind fiederlappig bis doppelt fiederlappig, im Umriss rhombisch und unterseits steif behaart. Die oberen Stängelblätter sind kleiner und weniger stark geteilt.

### Generative Merkmale
Die Blütezeit reicht von April bis Mai oder bis zum Juni. Die Einzeltrauben des Gesamtblütenstands sind fast ebensträußig, sie enthalten 10 bis 20 Blüten und verlängern sich später. Die zwittrige Blüte ist vierzählig mit doppelter Blütenhülle. Die vier Kelchblätter sind 2 bis 3 Millimeter lang. Die vier weißen Kronblätter sind 4,5 bis 5,5 Millimeter lang und in Platte und Nagel gegliedert. Ihre Platte ist länglich-elliptisch und plötzlich in einen kurzen oft violetten Nagel verschmälert.
Die Fruchtstiele sind 7 bis 20 Millimeter lang. Das untere Fruchtglied ist stielartig und 1 bis 1,5 Millimeter lang, das obere ist bei einem Durchmesser von 4 bis 5 Millimetern kugelig. Die Chromosomenzahl beträgt 2n = 30, 60 oder 120.

## Ökologie
Der Tatarische Meerkohl ist ein Steppenroller: Das Pflanzenexemplar bricht zur Reifezeit an der Basis ab und wird durch den Wind verweht. Auf diese Weise können die Samen über größere Distanzen ausgebreitet werden.

## Vorkommen
Es gibt Fundortangaben für Österreich, im nordöstlichen Italien, die Slowakei, Slowenien, Kroatien Tschechien, im östlichen Bulgarien, Ungarn, Moldawien, Rumänien, Nowaja Semlja, Franz-Joseph-Land, Serbien, Kosovo, die Ukraine sowie die Krim, in der Türkei, Ciskaukasien, Dagestan. Das Verbreitungsgebiet reicht vom südukrainischen und südrussisch-pontischen Steppengebiet nördlich des Schwarzen Meeres bis nach Niederösterreich und Südmähren. In den beiden letzteren Fällen handelt es sich um Kältesteppenrelikte aus dem letzten Glazial, die vom Hauptverbreitungsgebiet im Osten räumlich weit entfernt auftreten: Während der Eiszeit breitete sich Crambe tataria nach Westen aus und konnte im Postglazial dort nur vereinzelt an konkurrenzschwachen Trockenstandorten überleben.
In Österreich tritt der Tatarische Meerkohl ausschließlich im Naturschutzgebiet Zeiserlberg bei Ottenthal mit etwa 600 Individuen sowie vereinzelt in der Umgebung auf und gilt als „stark gefährdet“. In Österreich gedeiht der Tatarische Meerkohl in der collinen Höhenstufe auf Halbtrockenrasen, Straßenböschungen und Ackerrändern über Löß.

## Systematik
Die Erstveröffentlichung von Crambe tataria erfolgte 1779 durch Sándor Sebeók de Szent-Miklós in Sebeók: Tatarica Hung. 7. Synonyme für Crambe tataria Sebeók ist Crambe pinnatifida W.T.Aiton.
Die Art Crambe tataria gehört zur Sektion Crambe sect. Crambe aus der Gattung Crambe.
Bei Anibal Oscar Prina 2009 gibt es zwei Varietäten:
- Crambe tataria var. aspera (M.Bieb.) Boiss. (Syn.: Crambe aspera M.Bieb., Crambe litwinowii Grossh., Crambe gibberosa Rupr., Crambe tataria var. buschii O.E.Schulz, Crambe  buschii  (O.E.Schulz) Grossh.)[6]
- Crambe tataria Sebeók var. tataria, Crambe laciniata Lam., Crambe tatarica Pall. nom. nud., Crambe caspica Raeuschel, Crambe tataria var. hungarica DC., Crambe tataria var. taurica DC., Crambe biebersteinii Janka, Crambe tataria var. biebersteinii (Janka) O.E.Schulz: Dieser Endemit gedeiht im Wüstengebiet zwischen Kaukasus und Kaspischem Meer in der unteren Wolga-Region.[6]

## Trivialnamen
Für den Tatarischen Meerkohl bestehen bzw. bestanden auch die weiteren deutschsprachigen Trivialnamen Hieronymuswurz (Mähren bei Auspitz), Tatarka (Mähren bei Erlau), Tatarkenya (Mähren bei Erlau) und Tatorya (Siebenbürgen).

## Nutzung
Der Tatarische Wildkohl wurde niemals kultiviert, spielte allerdings wahrscheinlich bereits in der Antike eine Rolle als Wildgemüse.